# 下北沢ミツオ
下北沢 ミツオ（しもきたざわ ミツオ、11月6日 - ）は、日本の漫画家。千葉県出身。女性。血液型A型。デビュー作は『向かい風』。

## 作品リスト
特記する作品以外全て集英社、マーガレットコミックスから刊行されている。
- センチメンタル（2008年1月25日発売[2]、ISBN 978-4-08-846261-5）
  - センチメンタル（『ザ マーガレット』2007年3月号）
  - 君しか見えない（『デラックスマーガレット』2007年9月号）
  - BLACK×BLACK（『ザ マーガレット』2007年7月号）
  - とけない雪（『デラックスマーガレット』2007年3月号）
  - BLACK×BLACK<<番外編>>（描き下ろし）
- 好きなのに 好きだから（2012年1月25日[3]、ISBN 978-4-08-846741-2）
  - 好きなのに 好きだから（『別冊マーガレット』2011年10月号 - 12月号）
  - 指先に熱く[4]（『別冊マーガレット』2010年11月号）
  - おまけマンガ（描きおろし）
- 雨は冷たく笑う（2014年7月25日発売[5]、ISBN 978-4-08-845244-9）
  - 雨は冷たく笑う[6]（『bianca』1号（2012年6月号））
  - 1/2にぶんのいち（『別冊マーガレット』2012年8月号別冊ふろく『別マTWO』vol.3）
  - 闇に泳ぐ物語（『ザ マーガレット』2013年4月号）
  - 初恋（『デラックスマーガレット』2009年9月号）
  - ともだち[7]（『Cookie』2011年10月号別冊ふろく『納涼 ホラー劇場』）
  - 消去しますか？[7]（『Cookie』2011年10月号別冊ふろく『納涼 ホラー劇場』）
  - 理想の人（描きおろし）
- ニキの日記〜悪魔小説家はヒトの愛憎をつむぐ〜（2015年 - 2016年、ザ マーガレットコミックスDIGITAL、全2巻）
  1. 2016年2月25日発売[8][9]、『ザ マーガレット』2015年8月号[10] - 2016年2月号
  2. 2016年10月25日発売[11][12]、『ザ マーガレット』2016年4月号 - 2016年10月号
- from End〜自由という名の妄想と殺意〜[13]（2017年 - 2019年、全3巻）
  1. 2017年10月25日発売[14][15]、『Cookie』2017年5月号[16][17] - 9月号、ISBN 978-4-08-845842-7
  2. 2018年6月25日発売[18]、『Cookie』2017年11月号 - 2018年5月号、ISBN 978-4-08-844058-3
  3. 2019年3月25日発売[19]、『Cookie』2018年7月号 - 2019年3月号[20]、ISBN 978-4-08-844178-8

### アンソロジー
- その恋、切なすぎて死ぬ。[21]（2016年2月25日発売[8][22]、ザ マーガレットコミックスDIGITAL）
  - 僕は君の白（『ザ マーガレット』2015年2月号）

### その他
- まんが千夜一夜[23]（『Cocohana』2017年12月号）

### 単行本未収録作品
- 向かい風（『デラックスマーガレット』2003年、デビュー作）
- ナツコイ（『デラックスマーガレット』2006年11月号）
- サイレント・バレンタイン（『別冊マーガレット』2008年2月号別冊ふろく『別スペ VALENTINE』）
- 恋にゆれる（『デラックスマーガレット』2008年5月号）
- 夜空に咲く花（『ザ マーガレット』2008年10月号）
- キスの温度（『別冊マーガレット』2008年11月号）
- 最後のページ（『デラックスマーガレット』2010年7月号）
- 心に君がこぼれたら...。前後編（『ザ マーガレット』2010年9月号 - 10月号）
- 棘に隠れる花（『ザ マーガレット』2012年4月号）
- 傷跡に君のキス（『ザ マーガレット』2013年10月号）
- ガラスの箱庭 前後編（『別冊マーガレット』2014年7月号別冊ふろく『moi!』vol.5[24] - 8月号別冊ふろく『moi!』vol.6）
- 秘密に堕ちる女たち（原作：井深みつ、漫画：下北沢ミツオ、『マンガMee』2020年5月3日配信[25] - 2020年6月21日配信[26]）
- モラルハザード（原作：月瀬いづみ（エブリスタ）、漫画：下北沢ミツオ、『マンガMee』2021年10月7日配信[27] - 連載中）

## 関連人物
下記の人物と親交がある。
- 綾瀬羽美[28]
- オザキアキラ[29]